# 텔레2 아레나
텔레2 아레나(Tele2 Arena)는 스웨덴 스톡홀름에 위치한 개폐식 지붕의 다목적 경기장이다. 스웨덴의 축구 클럽 유르고르덴 IF와 함마르뷔 IF의 홈구장이다.

## 같이 보기
- 에릭슨 글로브
- 프렌즈 아레나